# فرانثيسكو خافيير ثاس
فرانثيسكو خافيير ثاس كوثي (بالإسبانية: Francisco Javier Zas Couce، ولد في 19 فبراير 1972، لا كورونيا، إسبانيا) لاعب تايكوندو إسباني.
حصل على ميداليتين برونزيتين في بطولات العالم للتايكوندو، كما حاز على ميدالية ذهبية وميداليتين برونزيتين في بطولات أوروبا للتايكوندو.

## إنجازاته

### بطولة العالم للتايكوندو
- 1993 نيويورك  الولايات المتحدة:  ميدالية برونزية في وزن تحت 64 كغم.
- 1999 إدمنتون  كندا:  ميدالية برونزية في وزن تحت 67 كغم.

### بطولة أوروبا للتايكوندو
- 1994 زغرب  كرواتيا:  ميدالية ذهبية في وزن تحت 64 كغم.
- 1996 هلسنكي  فنلندا:  ميدالية برونزية في وزن تحت 64 كغم.
- 2000 باتراس  اليونان:  ميدالية برونزية في وزن تحت 67 كغم.

## روابط خارجية
- فرانثيسكو خافيير ثاس على موقع TaekwondoData.com (الإنجليزية)
- فرانثيسكو خافيير ثاس على موقع أوليمبيديا (الإنجليزية)